# Pseudonympha wykehami
Pseudonympha wykehami är en fjärilsart som beskrevs av Dickson 1967. Pseudonympha wykehami ingår i släktet Pseudonympha och familjen praktfjärilar. Inga underarter finns listade.